# 肖恩·威爾士
肖恩·威爾士（英語：Sean Welsh；1990年3月15日—）是一位蘇格蘭足球運動員。在場上的位置是中場。他現在效力於蘇格蘭足球超級聯賽球隊巴特里足球俱樂部。